# Le Juif et la France

Panneau de l'exposition sur un cinéma.

Le Juif et la France est une exposition raciste et antisémite s'étant déroulée du 5 septembre 1941 au 15 janvier 1942 à Paris, durant la Seconde Guerre mondiale. Elle est organisée et financée par la propagande de l'occupant allemand à travers l'Institut d'étude des questions juives (IEQJ). Cette exposition s'appuie sur le travail de George Montandon, professeur à l'École d'anthropologie de Paris et auteur du livre Comment reconnaître le Juif ? publié en novembre 1940. Cette exposition se veut donc « scientifique ».

## Histoire
L'exposition est inaugurée au palais Berlitz par le propagandiste antisémite Paul Sézille, secrétaire général de l'IEQJ, qui en a rédigé l'introduction du catalogue. Deux semaines auparavant, du 20 au 25 août 1941, avait eu lieu la seconde grande rafle parisienne, au cours de laquelle 4 232 hommes ont été arrêtés.
Le thème général est la supposée emprise corruptrice générale des Juifs sur les institutions et les secteurs d'activité français : l'armée, le cinéma, l'économie, la littérature : « l'inversion sexuelle, la destruction de nos traditions sont les thèmes favoris des écrivains juifs ».
Dans les éditions du 12 et 19 septembre 1941, Ciné-Mondial fait la promotion de l'exposition de propagande antisémite « Le Juif et la France », qui « dénonce la domination du secteur du cinéma par les Juifs »,.
Pour aider les visiteurs à se faire une idée précise et concrète de « l'ennemi », photographies et maquettes exposent des visages juifs correspondant aux stéréotypes antisémites, comme le nez crochu ou les cheveux sales.
Présentée comme une entreprise d'éducation populaire — pour « aider » les « Français à reconnaître les Juifs par leurs caractéristiques physiques » —, cette exposition est utilisée par la propagande pour tenter de justifier diverses mesures discriminatoires prises par Vichy à l'encontre des Juifs français. Mais les promoteurs réels de l'exposition, qui en assurent d'ailleurs le financement, sont le bureau parisien du service allemand de la Sureté ainsi que la section d'information de l'ambassade d'Allemagne. Ce ne sont pas des représentants du gouvernement de Vichy qui inaugurent l'exposition mais deux dignitaires allemands, Carltheo Zeitschel, conseiller aux affaires juives de l'ambassade d'Allemagne, et Theodor Dannecker.
Entre autres symboles, une araignée symbolise « la juiverie faisant un festin avec le sang de notre France », la sculpture d'un Juif errant hideux étreint le monde dans ses griffes au pied de « La France nouvelle »… L'exposition stigmatise en outre, à travers leurs portraits parmi d'autres sur des panneaux d'exposition, une série de personnalités de diverses professions et en particulier le célèbre — à l'époque — marchand de meubles Wolff Lévitan, le journaliste de radio Jean-Michel Grunebaum, le journaliste Pierre Lazareff, le dramaturge Henri Bernstein, le producteur et distributeur de films Bernard Natan ou encore l'homme politique Léon Blum.

## Fréquentation
Les chiffres de fréquentation divergent selon les sources ; certaines parlent de 155 000 visiteurs, d'autres mentionnant 500 000 visiteurs payants, avec autant de gratuits et demi-tarifs, revendiqués par les autorités collaborationnistes pour la région parisienne. Il semble néanmoins qu'après un succès de curiosité les premiers jours, l'intérêt se soit émoussé auprès d'une population méfiante face à ce qui est proposé par l'occupant.
L'exposition ou une partie de celle-ci est aussi présentée en province, en zone occupée, à Bordeaux (28 mars – 11 mai 1942), où le nombre de visiteurs est estimé à 60 000 personnes, et à Nancy (4 juillet – 2 août 1942).